# Хоккей на траве на летних Олимпийских играх 1996 (составы, мужчины)
Хоккей на траве на летних Олимпийских играх 1996 (составы, мужчины) — перечень составов двенадцать мужских команд-участников турнира по хоккею на траве на летних Олимпийских играх 1996 года в Атланте (Соединенные Штаты)

## Группа А

### Аргентина
Главный тренер: Мигель Маккормик
1. Пабло Морейра (голкипер, капитан)
2. Хорхе Керехета
3. Эдгардо Пайлос
4. Диего Чиодо
5. Алехандро Доэрти
6. Фернандо Мореси
7. Родольфо Перес
8. Карлос Ретеги
9. Хорхе Ломби
10. Габриэль Минадео
11. Фернандо Феррара
12. Леандро Баккаро
13. Родольфо Шмитт
14. Сантьяго Капурро
15. Максимилиано Кальдас
16. Пабло Ломби

### Германия
Главный тренер: Пол Лиссек
1. Кристофер Рейц (голкипер)
2. Майкл Кнаут
3. Ян-Питер Тьюз
4. Карстен Фишер
5. Кристиан  (Бю́ди) Бланк
6. Стефан Салигер
7. Бьерн Эммерлинг
8. Патрик Белленбаум
9. Свен Майнхардт
10. Кристоф Бехманн
11. Оливер Домке
12. Андреас Беккер
13. Майкл Грин
14. Клаус Михлер
15. Фолькер Фрид
16. Кристиан Майерхофер

### Индия
Главный тренер: Седрик Д'Суза
1. Суббайя Анджапараванда
2. Харприт Сингх
3. Мохаммед Риаз
4. Санджив Кумар
5. Балджит Сингх Сайни
6. Сабу Варки
7. Мукеш Кумар
8. Рахул Сингх
9. Дханрадж Пиллэй
10. Паргат Сингх (капитан)
11. Балджит Сингх Диллон
12. Аллоизиус Эдвардс
13. Анил Александр Олдрин
14. Гэвин Феррейра
15. Рамандип Сингх
16. Дилип Тирки

### Пакистан
Главный тренер: Джахангир Батт
1. Мансур Ахмед (капитан, голкипер)
2. Мухаммад Датч Калим
3. Навид Алам
4. Мухаммад Усман
5. Мухаммад Халид
6. Мухаммад Шафкат Малик
7. Мухаммад Сарвар
8. Тахир Заман
9. Камран Ашраф
10. Мухаммад Шахбаз
11. Шахбаз Ахмед
12. Халид Махмуд
13. Муджахид Али Рана
14. Ирфан Махмуд
15. Алим Раза
16. Рахим Хан

### Испания
Главный тренер: Тони Форреллат
1. Рамон Джуфреса (голкипер)
2. Оскар Баррена
3. Хоаким Малгоса
4. Джорди Арнау
5. Хуанхо Гарсия-Мауриньо
6. Жауме Амат
7. Хуан Эскарре
8. Виктор Пужоль
9. Игнасио Кобос
10. Ксавье Эскуде
11. Хавьер Арнау
12. Рамон Сала
13. Хуан Динарес
14. Пол Амат
15. Пабло Усоз
16. Антонио Гонсалес

### Соединенные Штаты
Главный тренер: Джон Кларк
1. Том Вано
2. Стив Дэниелсон
3. Ларри Амар
4. Марк Меллор
5. Скотт Уильямс
6. Стив Дженнингс
7. Стивен ван Рандвейк
8. Марк Вентджес
9. Джон О’Нил
10. Элко Вассенаар
11. Ник Батчер
12. Ахмед Эльмаграби
13. Фил Сайкс
14. Отто Стефферс
15. Бен Маруквин
16. Стив Вагнер (голкипер)

## Группа B

### Австралия
Главный тренер: Франк Мюррей
1. Марк Хагер
2. Стивен Дэвис
3. Беден порывистый
4. Лахлан Элмер
5. Стюарт Каррутерс
6. Грант Смит
7. Дэймон Дилетти (голкипер)
8. Лахлан Дреер (голкипер)
9. Брендан Гарард
10. Поль Годуэн
11. Пол Льюис
12. Мэтью Смит
13. Джей Стейси
14. Дэниел Спроул
15. Кен Уорк
16. Мэтью Смит

### Великобритания
Главный тренер: Джонатон Копп
1. Саймон Мэйсон (голкипер)
2. Дэвид Лакес (голкипер)
3. Джон Уайатт
4. Джулиан Холлс
5. Сома Сингх
6. Саймон Хэзлитт
7. Джейсон Ласлетт
8. Калбир Тахер
9. Джейсон Ли
10. Ник Томпсон
11. Крис Майер
12. Фил Макгуайр
13. Рассел Гарсия
14. Джон Шоу
15. Калум Джайлс
16. Дэниел Холл

### Южная Корея
Главный тренер: Чон Чжэ Хон
1. Гу Чжин-су (голкипер)
2. Син Сок Ге
3. Хан Бен Гук
4. Ю Мен Гон
5. Чо Мен Чжун
6. Чон Чжон Ха
7. Ю Сын Чжин
8. Пак Син Хын
9. Кан Кеон Ук
10. Ким Чен и
11. Чжон Ен Гюн
12. Сон Сын Тхэ
13. Ким Ен Бэ
14. Хонг Кенг-соп
15. Ким Ен Гви
16. Ким Юн

### Малайзия
Главный тренер: Фолькер Кнапп
1. Мохаммед Насихин Нубил Ибрагим
2. Маниндерджит Сингх Магмар
3. Лайлин Абу Хасан
4. Брайан Шива
5. Лим Чиоу Чуань
6. Charles David
7. Шейрил (Чайрил) Анвар Абдул Азиз
8. Лам Мун Фатт
9. Шанкар Раму
10. Ни Сайфул Зайни Насир-уд-Дин
11. Калисваран Мунианди
12. Афтар Сингх Пиара
13. Мирнаван Навави
14. Кэлвин Фернандес
15. Кухан Шанмуганатан
16. Хамдан Хамза

### Нидерланды
Главный тренер: Рулант Олтманс
1. Рональд Янсен (голкипер)
2. Брам Ломанс
3. Лео Кляйн Геббинк
4. Эрик Язет
5. Тихо ван Меер
6. Ваутер ван Пелт
7. Марк Делиссен
8. Жак Бринкман
9. Мауритс Крук
10. Стефан Вен
11. Флорис Ян Бовеландер
12. Йерун Делме (капитан)
13. Гус Фогельс (голкипер)
14. Тён де Нойер
15. Ремко ван Вейк
16. Тако ван ден Хонерт

### Южная Африка
Главный тренер: Гэвин Физерстоун
1. Брайан Майбург (голкипер)
2. Брэд Милн
3. Шон Кук
4. Craig Jackson
5. Крейг Фултон
6. Брэдли Микаларо
7. Грегг Кларк
8. Гэри Боддингтон
9. Алистар Фредерикс
10. Уэйн Грэм
11. Кевин Чри
12. Чарльз Тевершем
13. Грег Никол
14. Мэтью Хэллоуэйз
15. Грант Фултон
16. Мюррей Андерсон